# Majing’ao (köpinghuvudort i Kina, Hunan Sheng, lat 28,41, long 109,80)
Majing'ao (kinesiska: 马颈坳, 马颈坳镇) är en köpinghuvudort i Kina. Den ligger i provinsen Hunan, i den södra delen av landet, omkring 310 kilometer väster om provinshuvudstaden Changsha. Antalet invånare är 14 666. Befolkningen består av 7 145 kvinnor och 7 521 män. Barn under 15 år utgör 21,0 %, vuxna 15-64 år 67 %, och äldre över 65 år 11,0 %.
Runt Majing'ao är det tätbefolkat, med 297 invånare per kvadratkilometer. Närmaste större samhälle är Qianzhou, 11,5 km sydväst om Majing'ao. I omgivningarna runt Majing'ao växer huvudsakligen savannskog.
Genomsnittlig årsnederbörd är 1 848 millimeter. Den regnigaste månaden är maj, med i genomsnitt 327 mm nederbörd, och den torraste är januari, med 41 mm nederbörd.